# Kuća Mihovilčević u Hvaru
Kuća Mihovilčević, u gradiću Hvaru, Nike Karkovića 18, zaštićeno kulturno dobro.

## Opis dobra
Gotička dvokatna uglovnica sa “sularom”, izgrađena u XIV. – XV. stoljeću u Grodi. Jedna od starijih primjera gotičke stambene arhitekture u Hvaru. U nekim je elementima romaničko-gotička, primjerice u izostanku ukrasa na najstarijim otvorima. Njena posebna vrijednost je njen kronološki primat među brojnim primjerima hvarske stambene gotike.

## Zaštita
Pod oznakom Z-6754 zavedena je kao nepokretno kulturno dobro - pojedinačno, pravna statusa zaštićena kulturnog dobra, klasificirano kao "stambene građevine".